# Jun Kaneko
Jun Kaneko (金子 潤?, Jun Kaneko; Nagoya, 1942) è un ceramista giapponese che vive ad Omaha negli Stati Uniti d'America. Le sue opere in ceramica sono realizzate con ripetuti motivi astratti sulla superficie.

## Biografia
Studiò pittura fin dagli anni del liceo. Nel 1963 si trasferì negli Stati Uniti per continuare gli studi presso il Chouinard Art Institute, dove la sua attenzione fu catturata dalle sculture in ceramica grazie alla conoscenza di Fred Marer. Studiò con Peter Voulkos, Paul Soldner e Jerry Rothman in California, durante quello che oggi viene definito come il Movimento contemporaneo delle ceramiche. 
Nel decennio seguente, Kaneko insegnò in varie scuole d'arte statunitensi, tra cui Scripps College, Cranbrook Academy of Art e Rhode Island School of Design . 
Kaneko fondò il suo terzo studio a Omaha, nel Nebraska, nel 1990, città dove lavora principalmente. Ha anche creato in diversi studi sperimentali tra cui European Ceramic Work Center, Otsuka Omi Ceramic Company, Fabric Workshop, Bullseye Glass Co. e ASAP. Tra il 1982 e il 1983, creò una serie di sculture a larga scala nell'ambito del Progetto "Omaha"; dal 1992 al 1994 per il progetto "Fremont" in California, successivamente per il progetto "Mission Clay" in Kansas. Negli anni ha prodotto una grande serie Dango, costituiti da pezzi di ceramica che ricordano i vasi senza aperture. (Dango significa "gnocco" o "forma chiusa" in giapponese.). Presso Museo d'Arte di Honolulu vi è un'installazione permanente costituita da quattro di questi dango nel cortile.  
La tecnica di Kaneko prevede l'uso di nastro per mascheratura e foglietti colorati, che utilizza per rivestire le forme in ceramica con motivi grafici e segni. Tipicamente utilizza un grande piatto ovale come uno dei suoi formati scultorei, che funge poi da tela per la disposizione di linee rette, curve e a spirale, creando un'interazione di immagini astratte su una superficie tridimensionale. 
Ha anche disegnato scenografie e costumi per spettacoli d'opera: Madama Butterfly (2006) di Opera Omaha e una co-produzione dell'Opera di San Francisco, dell'Omaha dell'Opera, dell'Opera Carolina e della Washington National Opera, The Magic Flute (2012), Madama Butterfly (2019) di Opera Omaha. 
I suoi lavori sono inclusi nelle collezioni di oltre quaranta musei tra cui il Museo d'arte statale delle Hawaii, il Museo d'arte di Honolulu, il Museo d'arte della Contea di Los Angeles, il Museo delle arti e del design (New York City), il Museo d'arte del Nebraska, lo Sheldon Museum of Art, Philadelphia Museum of Art, Scripps College, Shigaraki Ceramics Museum (Shigaraki, Giappone) e Smithsonian American Art Museum .  La sua più recente collezione di opere è Water Plaza alla Bartle Hall di Kansas City (Missouri). Ha istituito oltre venticinque commissioni pubbliche di arte in tutto il mondo. È stato insignito con borse di studio nazionali, statali e private e di una Laurea Honoris Causa dal Royal College of Art di Londra.

## Principali commissioni permanenti
- Polka Dot Sidewalk, 1984, Museum of South Texas History, Edinburg, Texas
- Salt Palace, 1994, Salt Lake City
- Tropical Sounds, 2000, Waikiki Aquarium, Honolulu. [4]
- Untitled, 2000, Hawaii State Art Museum Sculpture Garden
- Dango, 2001, Museo d'arte di Honolulu
- Giardino di Tanukis, 2014, Henry Doorly Zoo e acquario, Omaha, Nebraska